# Calamón (escultura)

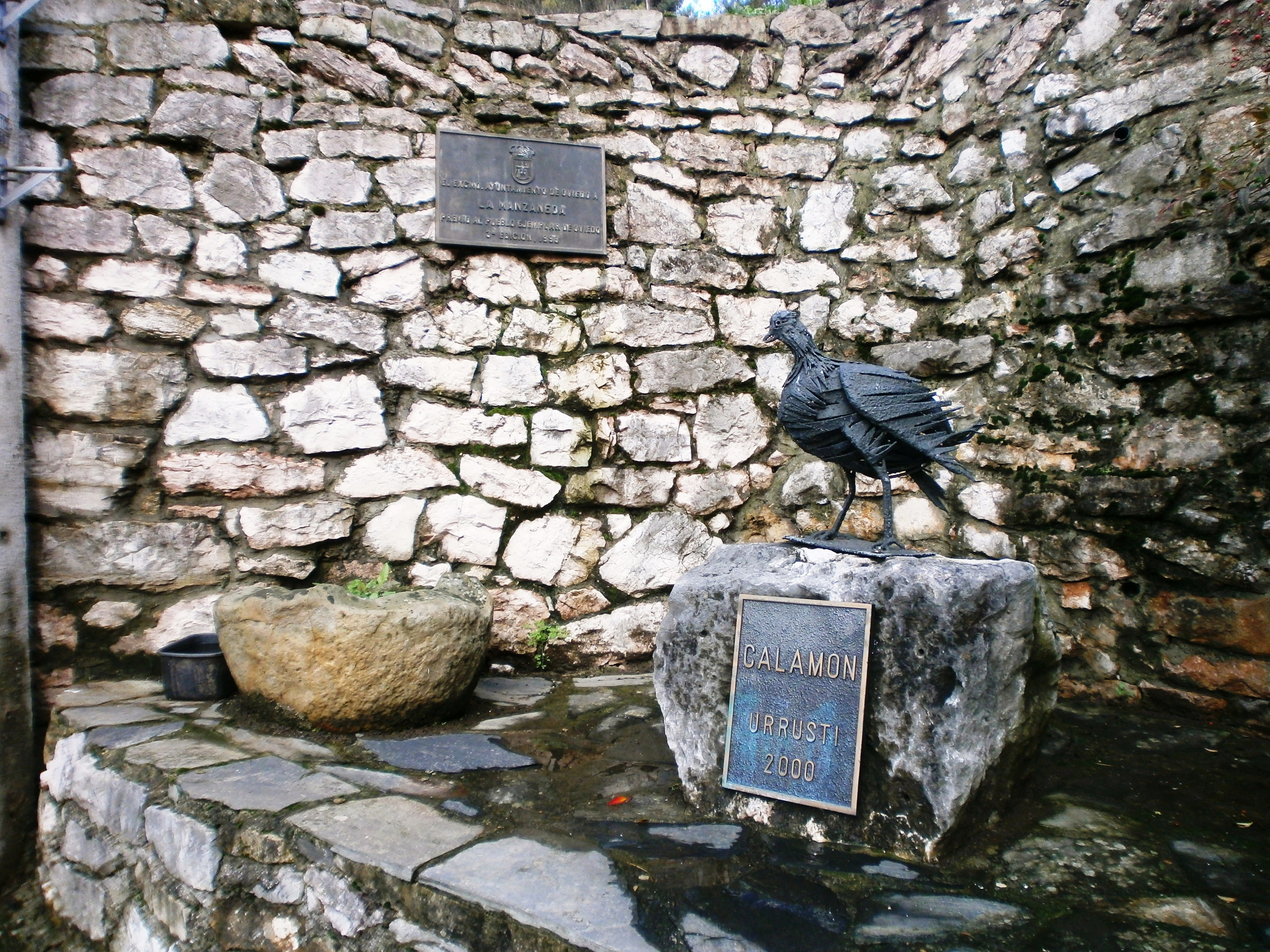

La escultura urbana conocida por el nombre Calamón, ubicada en Manzaneda, a unos 6 km de Oviedo, en el municipio de Oviedo, Principado de Asturias, España, es una de las más de un centenar que adornan las calles de la mencionada ciudad española.
El paisaje urbano de esta ciudad,  se ve adornado por obras escultóricas, generalmente monumentos conmemorativos dedicados a personajes de especial relevancia en un primer momento, y más puramente artísticas desde finales del siglo XX.
La escultura, hecha en hierro, es obra de Rafael Rodríguez Urrusti, y está datada en 2000.
La obra se colocó en las calles de Manzaneda con el propósito de conmemorar que la zona había sido galardonada por el Ayuntamiento de Oviedo con el  «Premio al pueblo más bello del concejo de Oviedo». El Ayuntamiento quiso también rendir homenaje a Urrusti,  que había fallecido por esas fechas, y unió la celebración del premio y el recuerdo a este artista, eligiendo una obra de éste para engalanar la entrada al núcleo poblacional.
El Calamón es un ave peculiar limícola habitante de la zona, que Urrusti representó en su obra con un grotesco aspecto,  desgarbado, casi cómico.